# Guchan
Guchan település Franciaországban, Hautes-Pyrénées megyében. Lakosainak száma 149 fő (2022. január 1.). Guchan Bazus-Aure, Bourisp, Camparan, Grailhen, Guchen és Vielle-Aure községekkel határos.

## Népesség
A település népességének változása:
| Lakosok száma | 138  | 136  | 142  | 140  | 144  | 148  | 149  | 151  | 149  |
|               | 2013 | 2015 | 2016 | 2017 | 2018 | 2019 | 2020 | 2021 | 2022 |